# Wieland Schmidt
Wieland Schmidt, né le 23 décembre 1953 à Magdebourg, est un handballeur est-allemand, évoluant au poste de gardien de but.

## Palmarès

### Club
Compétitions internationales
- Vainqueur de la Coupe des clubs champions (2) : 1978, 1981
- Vainqueur de la Supercoupe d'Europe (1) : 1981
- Finaliste de le Coupe des vainqueurs de coupe (2) : 1977, 1979

Compétitions nationales
- Vainqueur du Championnat d'Allemagne de l'Est (8) : 1977, 1980, 1981, 1982, 1983, 1984, 1985, 1988
- Vainqueur de la Coupe d'Allemagne de l'Est (3) : 1977, 1978, 1984

### Équipe d'Allemagne de l'Est
Jeux olympiques
- Médaillé d'or aux Jeux olympiques de 1980

Championnats du monde
- médaille d'argent au Championnat du monde 1974
- médaille de bronze au Championnat du monde 1979
- médaille de bronze au Championnat du monde 1986

### Distinctions individuelles
- élu meilleur handballeur de l'année en Allemagne de l'Est en 1980, 1981 et 1988
- nommé à l'élection du meilleur handballeur mondial de l'année en 1988